# German Darts Open
Het German Darts Open is een dartstoernooi dat sinds 2017 wordt gehouden, als onderdeel van de PDC European Tour. In 2017, 2018 en 2019 werd het toernooi gehouden in Saarbrücken in de Saarlandhalle. In 2020 zou het in Jena zijn, maar vanwege de coronapandemie ging het toernooi toen niet door.

## Winnaars
| Jaar | Winnaar                                      | Runner-up                                    | Score                                        | Prijzengeld                                  | Winnaar                                      | Runner-up                                    |
| ---- | -------------------------------------------- | -------------------------------------------- | -------------------------------------------- | -------------------------------------------- | -------------------------------------------- | -------------------------------------------- |
| 2017 | Peter Wright                                 | Benito van de Pas                            | 6–5 (legs)                                   | £ 135.000                                    | £ 25.000                                     | £ 10.000                                     |
| 2018 | Max Hopp                                     | Michael Smith                                | 8–7 (legs)                                   | £ 135.000                                    | £ 25.000                                     | £ 10.000                                     |
| 2019 | Michael van Gerwen                           | Ian White                                    | 8–3 (legs)                                   | £ 140.000                                    | £ 25.000                                     | £ 10.000                                     |
| 2020 | Werd niet gehouden vanwege de coronapandemie | Werd niet gehouden vanwege de coronapandemie | Werd niet gehouden vanwege de coronapandemie | Werd niet gehouden vanwege de coronapandemie | Werd niet gehouden vanwege de coronapandemie | Werd niet gehouden vanwege de coronapandemie |
| 2021 | Werd niet gehouden vanwege de coronapandemie | Werd niet gehouden vanwege de coronapandemie | Werd niet gehouden vanwege de coronapandemie | Werd niet gehouden vanwege de coronapandemie | Werd niet gehouden vanwege de coronapandemie | Werd niet gehouden vanwege de coronapandemie |
| 2022 | Peter Wright                                 | Dimitri Van den Bergh                        | 8–6 (legs)                                   | £ 140.000                                    | £ 25.000                                     | £ 10.000                                     |
| 2023 | Krzysztof Ratajski                           | Stephen Bunting                              | 8–3 (legs)                                   | £ 175.000                                    | £ 30.000                                     | £ 12.000                                     |

2004 · 2005 · 2006 · 2007 · 2008 · 2009 · 2010 · 2011 · 2012 · 2013 · 2014 · 2015 · 2016 · 2017 · 2018 · 2019 · 2020 · 2021 · 2022 · 2023 · 2024 · 2025
2015 · 2016 · 2017 · 2018 · 2019 · 2020 · 2021 · 2022 · 2023